# Boubacar Traoré

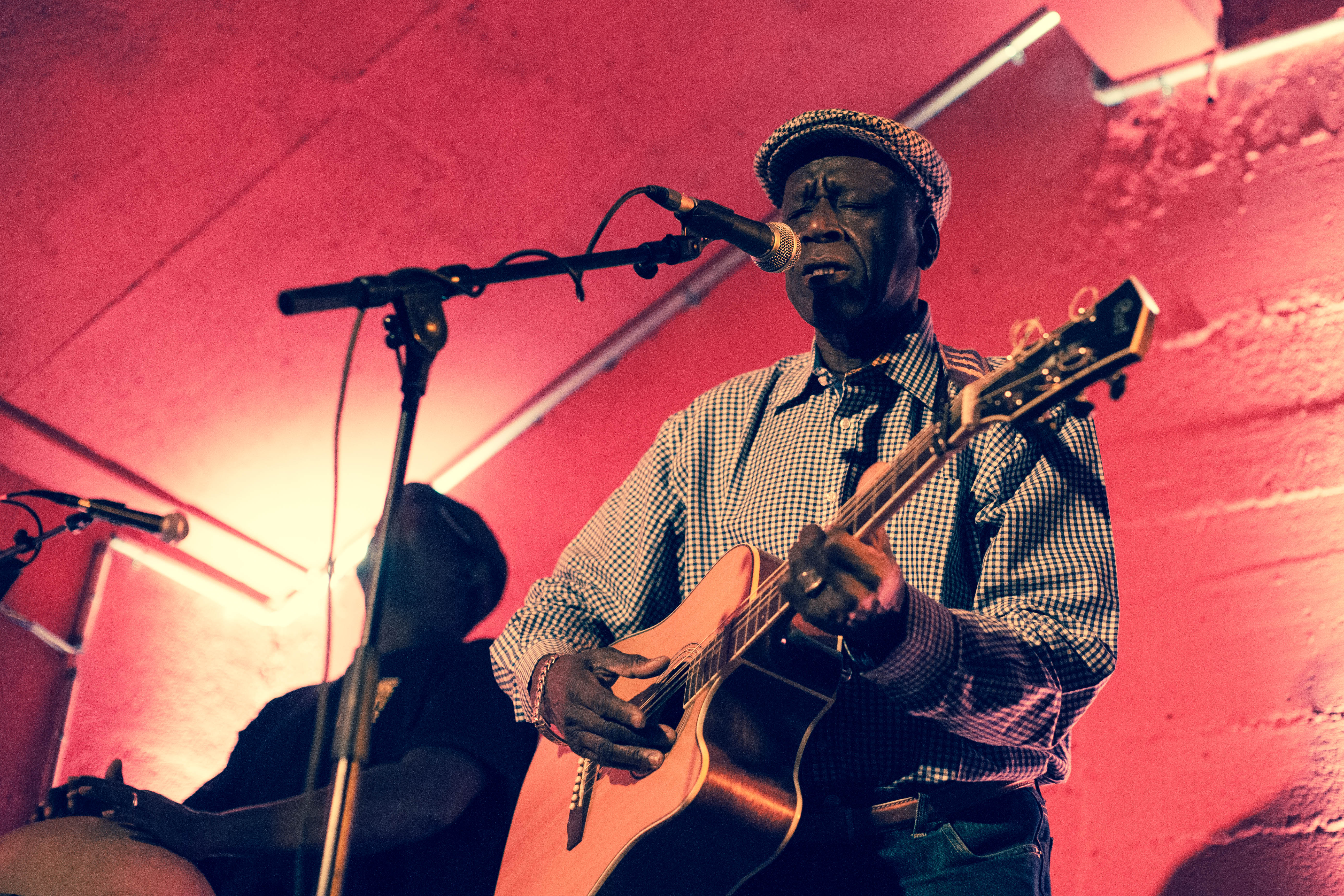
Boubacar Traoré em apresentação

Boubacar Traoré (nascido em 1942 em Caies, Mali) é um conhecido cantor, compositor e guitarrista malinense. Traoré é também conhecido como Kar Kar, "aquele que dribla muito" em Bambara (um dos idiomas do Mali), em referência ao seu modo de jogar futebol: "um apelido que tenho desde quando era jovem, quando as pessoas gritavam 'Kari, Kari' - drible, drible - o termo acabou pegando".

## História

### Primeiros anos
Traoré começou a ser conhecido no início da década de 1960, quando canções como "Kar Kar Madison", "Sunjata", "Kayeba" e "Mali twist" eram bem executadas nas rádios do seu país. Guitarrista autodidata, desenvolveu um estilo próprio de tocar, que mesclava blues norte-americano, música árabe e kassonké (um estilo de música tradicional de sua terra natal). Converteu-se em grande estrela no Mali e em símbolo de seu país independente (ver História do Mali). Suas cancões eram muito populares e apareciam frequentemente na radio. Entretanto, como ele não fazia gravações e tampouco recebiam  por direitos autorais, era muito pobre e teve que realizar outros trabalhos para sobreviver.

### Declínio e redescoberta
Durante a década de 1970, a popularidade de Traoré entrou em declínio e ele manteve-se esquecido até uma aparição surpresa em uma emissora de televisão, em 1987, quando todos imaginavam que estava morto. Pouco depois de seu "redescobrimento", a mulher de Boubacar, Pierrette Françoise, a quem dedicou a maioría de suas canções de amor, faleceu. Desolado, mudou-se para França e trabalhou na construção civil para poder sustentar seus seis filhos. Enquanto isso, uma produtora britânica descobriu uma fita com uma das atuações de Traoré na rádio e, finalmente, Boubacar assinou um contrato para gravar. Seu primeiro disco, "Mariama", foi lançado em 1990. Desde então, Traoré tem desfrutado de fama internacional e realizado apresentações pela Europa, África e América do Norte.

## Discografia
- 1990 - Mariama
- 1992 - Kar Kar
- 1995 - Les Enfants de Pierrette (livro-disco)
- 1997 - Sa Golo
- 2000 - Maciré
- 2003 - Je chanterai pour toi
- 2003 - The Best of Boubacar Traoré: The Bluesman from Mali
- 2005 - Kongo Magni
- 2011 - Mali Denhou
- 2014 - Mbalimaou
- 2017 - Dounia Tabalo